# 8e étape du Tour d'Italie 2016
Pour un article plus général, voir Tour d'Italie 2016.
La 8e étape du Tour d'Italie 2016 se déroule le samedi 14 mai 2016, entre Foligno et Arezzo sur une distance de 186 km.

## Parcours
Le parcours est vallonné.

## Résultats

### Classement de l'étape
| Classement de l'étape | Classement de l'étape | Classement de l'étape | Classement de l'étape | Classement de l'étape |
|                       | Coureur               | Pays                  | Équipe                | Temps                 |
| --------------------- | --------------------- | --------------------- | --------------------- | --------------------- |
| 1er                   | Gianluca Brambilla    | Italie                | Etixx-Quick Step      | en 4 h 14 min 5 s     |
| 2e                    | Matteo Montaguti      | Italie                | AG2R La Mondiale      | + 1 min 6 s           |
| 3e                    | Moreno Moser          | Italie                | Cannondale            | + 1 min 27 s          |
| 4e                    | Jacobus Venter        | Afrique du Sud        | Dimension Data        | + 1 min 28 s          |
| 5e                    | Alessandro De Marchi  | Italie                | BMC Racing            | + 1 min 33 s          |
| 6e                    | Alejandro Valverde    | Espagne               | Movistar              | + 1 min 41 s          |
| 7e                    | Steven Kruijswijk     | Pays-Bas              | Lotto NL-Jumbo        | + 1 min 41 s          |
| 8e                    | Mikel Landa           | Espagne               | Sky                   | + 1 min 41 s          |
| 9e                    | Esteban Chaves        | Colombie              | Orica-GreenEDGE       | + 1 min 41 s          |
| 10e                   | Ilnur Zakarin         | Russie                | Katusha               | + 1 min 41 s          |
| modifier              |                       |                       |                       |                       |

### Points attribués
|   | Cycliste          | Nat            | Équipe             | Pts | Bonif |
| - | ----------------- | -------------- | ------------------ | --- | ----- |
| 1 | Matteo Trentin    | Italie         | Etixx-Quick Step   | 10  | 3 s   |
| 2 | Alexey Tsatevitch | Russie         | Katusha            | 6   | 2 s   |
| 3 | Giacomo Berlato   | Italie         | Nippo-Vini Fantini | 3   | 1 s   |
| 4 | Jacobus Venter    | Afrique du Sud | Dimension Data     | 2   |       |
| 5 | Blel Kadri        | France         | AG2R La Mondiale   | 1   |       |

|   | Cycliste             | Nat    | Équipe           | Pts | Bonif |
| - | -------------------- | ------ | ---------------- | --- | ----- |
| 1 | Matteo Trentin       | Italie | Etixx-Quick Step | 10  | 3 s   |
| 2 | Alexey Tsatevitch    | Russie | Katusha          | 6   | 2 s   |
| 3 | Blel Kadri           | France | AG2R La Mondiale | 3   | 1 s   |
| 4 | Alessandro De Marchi | Italie | BMC Racing       | 2   |       |
| 5 | Gianluca Brambilla   | Italie | Etixx-Quick Step | 1   |       |

| - Sprint final de Arezzo (km 186) \| \| Cycliste \| Nat \| Équipe \| Points \| Bonif \| \| -- \| -------------------- \| -------------- \| ---------------- \| ------ \| ----- \| \| 1 \| Gianluca Brambilla \| Italie \| Etixx-Quick Step \| 25 \| 10 s \| \| 2 \| Matteo Montaguti \| Italie \| AG2R La Mondiale \| 18 \| 6 s \| \| 3 \| Moreno Moser \| Italie \| Cannondale \| 12 \| 4 s \| \| 4 \| Jacobus Venter \| Afrique du Sud \| Dimension Data \| 8 \| \| \| 5 \| Alessandro De Marchi \| Italie \| BMC Racing \| 6 \| \| \| 6 \| Alejandro Valverde \| Espagne \| Movistar \| 5 \| \| \| 7 \| Steven Kruijswijk \| Pays-Bas \| Lotto NL-Jumbo \| 4 \| \| \| 8 \| Mikel Landa \| Espagne \| Sky \| 3 \| \| \| 9 \| Esteban Chaves \| Colombie \| Orica-GreenEDGE \| 2 \| \| \| 10 \| Ilnur Zakarin \| Russie \| Katusha \| 1 \| \| |                      |                |                  |        |       |
| | Cycliste             | Nat            | Équipe           | Points | Bonif |
| 1 | Gianluca Brambilla   | Italie         | Etixx-Quick Step | 25     | 10 s  |
| 2 | Matteo Montaguti     | Italie         | AG2R La Mondiale | 18     | 6 s   |
| 3 | Moreno Moser         | Italie         | Cannondale       | 12     | 4 s   |
| 4 | Jacobus Venter       | Afrique du Sud | Dimension Data   | 8      |       |
| 5 | Alessandro De Marchi | Italie         | BMC Racing       | 6      |       |
| 6 | Alejandro Valverde   | Espagne        | Movistar         | 5      |       |
| 7 | Steven Kruijswijk    | Pays-Bas       | Lotto NL-Jumbo   | 4      |       |
| 8 | Mikel Landa          | Espagne        | Sky              | 3      |       |
| 9 | Esteban Chaves       | Colombie       | Orica-GreenEDGE  | 2      |       |
| 10 | Ilnur Zakarin        | Russie         | Katusha          | 1      |       |

### Cols et côtes
|   | Cycliste           | Pays      | Équipe             | Points |
| - | ------------------ | --------- | ------------------ | ------ |
| 1 | Sean De Bie        | Belgique  | Lotto-Soudal       | 7      |
| 2 | Giacomo Berlato    | Italie    | Nippo-Vini Fantini | 4      |
| 3 | Jasha Sütterlin    | Allemagne | Movistar           | 2      |
| 4 | Gianluca Brambilla | Italie    | Etixx-Quick Step   | 1      |

|   | Cycliste             | Pays           | Équipe           | Points |
| - | -------------------- | -------------- | ---------------- | ------ |
| 1 | Gianluca Brambilla   | Italie         | Etixx-Quick Step | 15     |
| 2 | Matteo Montaguti     | Italie         | AG2R La Mondiale | 8      |
| 3 | José Joaquín Rojas   | Espagne        | Movistar         | 6      |
| 4 | Alessandro De Marchi | Italie         | BMC Racing       | 4      |
| 5 | Jacobus Venter       | Afrique du Sud | Dimension Data   | 2      |
| 6 | Esteban Chaves       | Colombie       | Orica-GreenEDGE  | 1      |

### Classement au temps par équipes
| Classement par équipes au temps | Classement par équipes au temps | Classement par équipes au temps | Classement par équipes au temps |
|                                 | Équipe                          | Pays                            | Temps                           |
| ------------------------------- | ------------------------------- | ------------------------------- | ------------------------------- |
| 1re                             | Etixx-Quick Step                | Belgique                        | en 12 h 47 min 30 s             |
| 2e                              | AG2R La Mondiale                | France                          | + 10 s                          |
| 3e                              | Movistar                        | Espagne                         | + 27 s                          |
| modifier                        |                                 |                                 |                                 |

### Classement aux points par équipes
| Classement par équipes aux points | Classement par équipes aux points | Classement par équipes aux points | Classement par équipes aux points | Classement par équipes aux points |
|                                   | Équipes                           | Pays                              |                                   | Point(s)                          |
| --------------------------------- | --------------------------------- | --------------------------------- | --------------------------------- | --------------------------------- |
| 1re                               | Etixx-Quick Step                  | Belgique                          |                                   | 67                                |
| 2e                                | AG2R La Mondiale                  | France                            |                                   | 39                                |
| 3e                                | Cannondale                        | États-Unis                        |                                   | 28                                |
| modifier                          |                                   |                                   |                                   |                                   |

## Classements à l'issue de l'étape

### Classement général
| Classement général | Classement général | Classement général | Classement général | Classement général  |
|                    | Coureur            | Pays               | Équipe             | Temps               |
| ------------------ | ------------------ | ------------------ | ------------------ | ------------------- |
| 1er                | Gianluca Brambilla | Italie             | Etixx-Quick Step   | en 33 h 39 min 14 s |
| 2e                 | Ilnur Zakarin      | Russie             | Katusha            | + 23 s              |
| 3e                 | Steven Kruijswijk  | Pays-Bas           | Lotto NL-Jumbo     | + 33 s              |
| 4e                 | Alejandro Valverde | Espagne            | Movistar           | + 36 s              |
| 5e                 | Vincenzo Nibali    | Italie             | Astana             | + 45 s              |
| 6e                 | Esteban Chaves     | Colombie           | Orica-GreenEDGE    | + 48 s              |
| 7e                 | Rigoberto Urán     | Colombie           | Orica-GreenEDGE    | + 49 s              |
| 8e                 | Rafał Majka        | Pologne            | Tinkoff            | + 54 s              |
| 9e                 | Domenico Pozzovivo | Italie             | AG2R La Mondiale   | + 54 s              |
| 10e                | Mikel Landa        | Espagne            | Sky                | + 1 min 3 s         |
| modifier           |                    |                    |                    |                     |

### Classement du meilleur jeune
| Classement du meilleur jeune | Classement du meilleur jeune | Classement du meilleur jeune | Classement du meilleur jeune | Classement du meilleur jeune |
|                              | Coureur                      | Pays                         | Équipe                       | Temps                        |
| ---------------------------- | ---------------------------- | ---------------------------- | ---------------------------- | ---------------------------- |
| 1er                          | Bob Jungels                  | Luxembourg                   | Etixx-Quick Step             | en 33 h 40 min 35 s          |
| 2e                           | Davide Formolo               | Italie                       | Cannondale                   | + 1 min 28 s                 |
| 3e                           | Carlos Verona                | Espagne                      | Etixx-Quick Step             | + 2 min 3 s                  |
| 4e                           | Valerio Conti                | Italie                       | Lampre-Merida                | + 7 min 8 s                  |
| 5e                           | Sebastián Henao              | Colombie                     | Sky                          | + 8 min 37 s                 |
| modifier                     |                              |                              |                              |                              |

### Classement aux points
| Classement par points | Classement par points | Classement par points | Classement par points | Classement par points |
| --------------------- | --------------------- | --------------------- | --------------------- | --------------------- |
|                       | Coureur               | Pays                  | Équipe                | Point(s)              |
| 1er                   | André Greipel         | Allemagne             | Lotto-Soudal          | 119 points            |
| 2e                    | Marcel Kittel         | Allemagne             | Etixx-Quick Step      | 106 pts               |
| 3e                    | Arnaud Démare         | France                | FDJ                   | 91 pts                |
| 4e                    | Maarten Tjallingii    | Pays-Bas              | Lotto NL-Jumbo        | 80 pts                |
| 5e                    | Giacomo Nizzolo       | Italie                | Trek-Segafredo        | 78 pts                |
| modifier              |                       |                       |                       |                       |

### Classement du meilleur grimpeur
| Classement du meilleur grimpeur | Classement du meilleur grimpeur | Classement du meilleur grimpeur | Classement du meilleur grimpeur | Classement du meilleur grimpeur |
| ------------------------------- | ------------------------------- | ------------------------------- | ------------------------------- | ------------------------------- |
|                                 | Coureur                         | Pays                            | Équipe                          | Point(s)                        |
| 1er                             | Tim Wellens                     | Belgique                        | Lotto-Soudal                    | 21 points                       |
| 2e                              | Damiano Cunego                  | Italie                          | Nippo-Vini Fantini              | 20 pts                          |
| 3e                              | Gianluca Brambilla              | Italie                          | Etixx-Quick Step                | 16 pts                          |
| 4e                              | Alessandro Bisolti              | Italie                          | Nippo-Vini Fantini              | 16 pts                          |
| 5e                              | Stefan Küng                     | Suisse                          | BMC Racing                      | 15 pts                          |
| modifier                        |                                 |                                 |                                 |                                 |

### Classements par équipes

#### Classement au temps
| Classement par équipes au temps | Classement par équipes au temps | Classement par équipes au temps | Classement par équipes au temps |
|                                 | Équipe                          | Pays                            | Temps                           |
| ------------------------------- | ------------------------------- | ------------------------------- | ------------------------------- |
| 1re                             | Etixx-Quick Step                | Belgique                        | en 101 h 1 min 10 s             |
| 2e                              | Astana                          | Kazakhstan                      | + 13 s                          |
| 3e                              | Cannondale                      | États-Unis                      | + 44 s                          |
| modifier                        |                                 |                                 |                                 |

#### Classement aux points
| Classement par équipes aux points | Classement par équipes aux points | Classement par équipes aux points | Classement par équipes aux points | Classement par équipes aux points |
|                                   | Équipes                           | Pays                              |                                   | Point(s)                          |
| --------------------------------- | --------------------------------- | --------------------------------- | --------------------------------- | --------------------------------- |
| 1re                               | Etixx-Quick Step                  | Belgique                          |                                   | 246                               |
| 2e                                | Lotto-Soudal                      | Belgique                          |                                   | 181                               |
| 3e                                | Lotto NL-Jumbo                    | Pays-Bas                          |                                   | 165                               |
| modifier                          |                                   |                                   |                                   |                                   |